# バローの不等式

バローの不等式（-ふとうしき、英: Barrow's inequality）は、幾何学において三角形の頂点との距離と、角の二等分線の長さに関する不等式である。 デヴィッド・フランシス・バローに因んで名付けられた。

## 主張
△ABCの内部の任意の点Pについて、それぞれ∠BPC,∠CPA,∠APBの二等分線とBC,CA,ABの交点をU,V,Wとする。バローの不等式は次の式である。
{\displaystyle PA+PB+PC\geq 2(PU+PV+PW),\,}
等号成立条件は△ABCが正三角形でPがその中心であること。

## 一般化
バローの不等式は任意の凸多角形に一般化できる。n角形{\displaystyle A_{1},A_{2},\ldots ,A_{n}}の内部の点{\displaystyle P}について{\displaystyle \angle A_{1}PA_{2},\ldots ,\angle A_{n-1}PA_{n},\angle A_{n}PA_{1}}の二等分線と辺{\displaystyle A_{1}A_{2},\ldots ,A_{n-1}A_{n},A_{n}A_{1}}の交点をそれぞれ{\displaystyle Q_{1},Q_{2},\ldots ,Q_{n}}とする。このとき次の不等式が成り立つ。
{\displaystyle \sum _{k=1}^{n}|PA_{k}|\geq \sec \left({\frac {\pi }{n}}\right)\sum _{k=1}^{n}|PQ_{k}|}
{\displaystyle \sec(x)} は正割関数である。{\displaystyle n=3}のとき{\displaystyle \sec \left({\tfrac {\pi }{3}}\right)=2}となって、バローの不等式を得る。

## 歴史

バローの不等式とエルデシュ・モーデルの不等式

バローの不等式はエルデシュ・モーデルの不等式より強力な不等式である。バローの不等式は1937年、デヴィッド・フランシス・バローが The American Mathematical Monthlyに投稿したエルデシュ・モーデルの不等式の証明を初出とする。1961年より以前に  "Barrow's inequality"の名が使われ始めている。
より単純な証明はルイス・モーデルにより発見された。

## 関連
- オイラーの定理
- 三角形に関する不等式の一覧